# ロンツコホ刑務所国立記念博物館
座標: 北緯49度50分28.68秒 東経24度01分04.08秒 / 北緯49.8413000度 東経24.0178000度
ロンツコホ刑務所国立記念博物館（ウクライナ語: Національний музей-меморіал жертв окупаційних режимів «Тюрма на Лонцького»、英語: Lontsky Prison National Museum）は、ウクライナリヴィウにある歴史博物館である。20世紀にソビエト連邦およびナチス・ドイツの占領政権下で政治囚収容所として使用されたロンツコホ刑務所を記念し、2009年に国立記念博物館として開館した。ステパン・バンデラらウクライナ民族主義者組織（OUN）の指導者を含む多くの政治囚が収容されたこの刑務所は、ソビエトとナチスの弾圧の象徴として知られる。

## 歴史
ロンツコホ刑務所は、ポーランド、ソビエト、ナチス、ソビエト再占領の各時代で政治囚収容所として使用された。その歴史は以下の通り。

### 刑務所の時代
1889～1890年、オーストリア＝ハンガリー帝国のリヴィウに、建築家ユゼフ・カエタン・ヤノフスキーの設計により、ネオルネサンス様式の憲兵隊施設として建設された。建物は、ステパン・バンデラ通り（当時はレオン・サピェハ通り）とコペルニク通りの交差点に位置する。
1918年、ポーランド第二共和国成立後、刑務所は国家警察の第四課が使用し、ウクライナ民族主義者組織（OUN）や西ウクライナ共産党などの「反国家」組織の政治囚を収容。1935年からは捜査隔離施設となり、1936年のリヴィウ裁判ではステパン・バンデラ、ヤロスラフ・ステツコ、ミコーラ・レベディらが収容された。

1939～1941年の第一次ソビエト占領では、隣接する建物がNKVD県管理部となり、約924～1,000人の囚人が1941年6月のナチス・ドイツ侵攻直前にNKVDにより虐殺された。
1941～1944年のナチス・ドイツ占領下では、ゲシュタポの捜査刑務所として使用され、アインザッツグルッペンが駐留。刑務所の庭には旧ユダヤ人墓地の墓石が敷かれた。著名な囚人にはポーランドの学者カジミール・バルトゥルが含まれる。
1944～1991年、ソビエト再占領下ではNKVD（後にNKGB、MGB、KGB）の捜査部門および隔離施設として機能し、リヴィウ市内務局も同居した。

### 博物館の設立
1997年、刑務所前のシャシュケヴィチ広場に「共産主義の犠牲者記念碑」が建立された。リヴィウ市民のイニシアチブにより、刑務所を記念博物館とする計画が始動。リヴィウ市議会、リヴィウ州議会、ウクライナ保安庁（SBU）が支援し、解放運動研究センターや公共団体が参加した。
2009年6月28日、博物館の第一期展示が開幕。ウクライナ大統領ヴィクトル・ユシチェンコが同年10月に国立記念博物館の地位を付与。開館資金はリヴィウ市民、解放運動研究センター、カテリーナ・ユシチェンコ財団（16万フリヴニャ）から提供された。
2010年、SBUによる博物館への圧力（機密文書開示防止のための捜索、ノートパソコンや資料の押収）が報告された。同年9月、カナダ首相スティーヴン・ハーパーが博物館を訪問。
2011年10月、博物館はSBUからウクライナ文化省の管轄に移管された。

## 展示

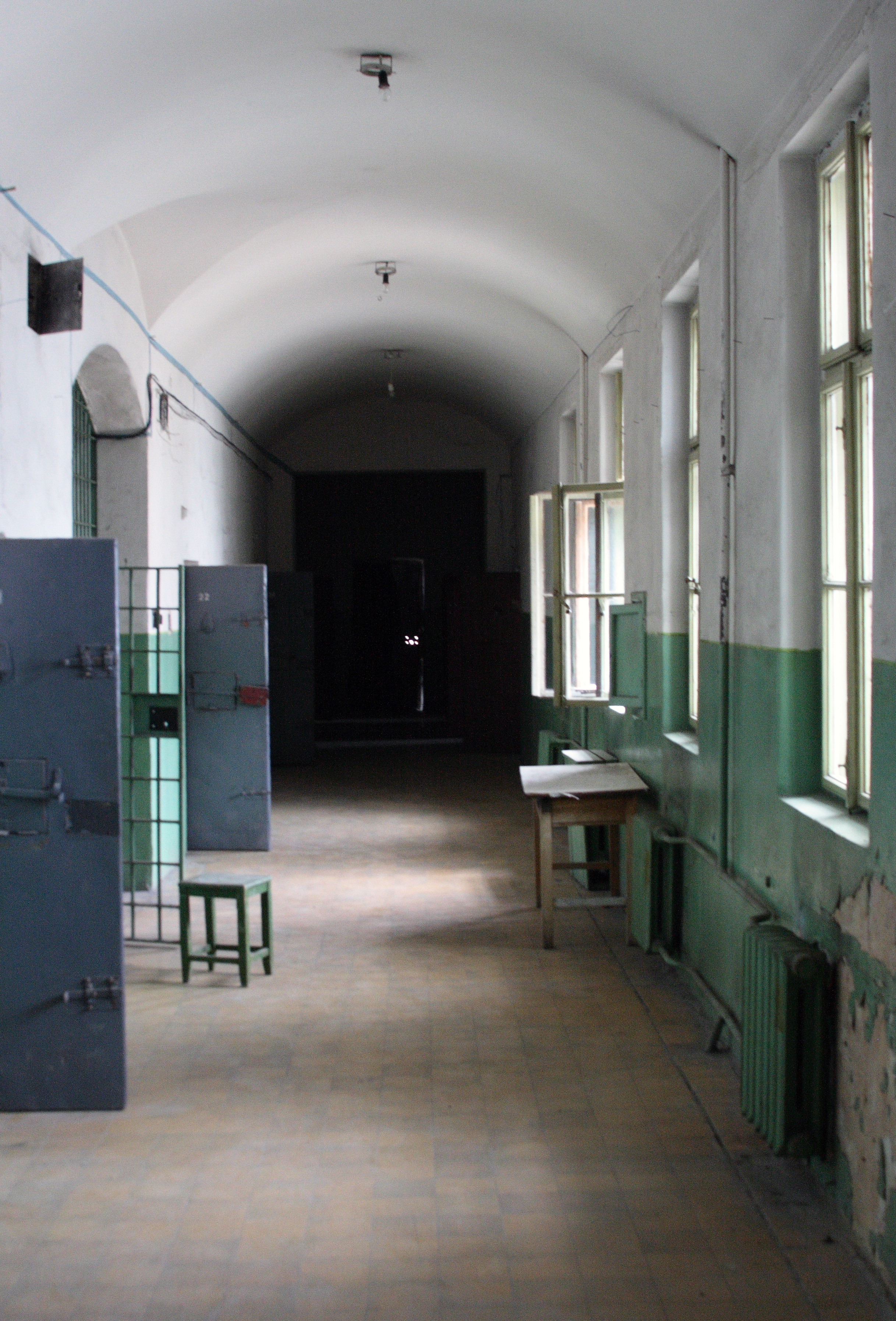
2階の廊下

博物館の第一期展示は、以下の3つのテーマで構成される：
1. **建物の歴史**：1889年の建設からポーランド、ソビエト、ナチス、ソビエト再占領までの変遷。
2. **囚人生活**：入所ゲート、独房、捜査官室、写真室など、刑務所の日常を再現。
3. **1941年6月の虐殺**：NKVDによる約924～1,000人の囚人虐殺の記録、映像、写真、新聞記事。
展示は1階に設置され、イリナ・カリネツ通り（旧ロンツコホ通り）からの入場口を使用。独房の一部は展示室に改装され、廊下には建物史や虐殺された囚人の名簿、関連文書が掲示される。ミコーラ・フミロフスキー（地下ウクライナ・ギリシャ・カトリック教会指導者）の専用展示室では、彼の刑事事件を通じて政治囚の人生を追う。
特に注目されるのは「死刑囚房」で、囚人が処刑を待った場所を再現。1941年6月の虐殺は、映画記録や当時の写真、新聞で詳述され、ソビエトのプロパガンダポスターと対比される展示室では、歌曲「我が祖国は広大なり」が流れる中、抑圧の実態を浮き彫りにする。

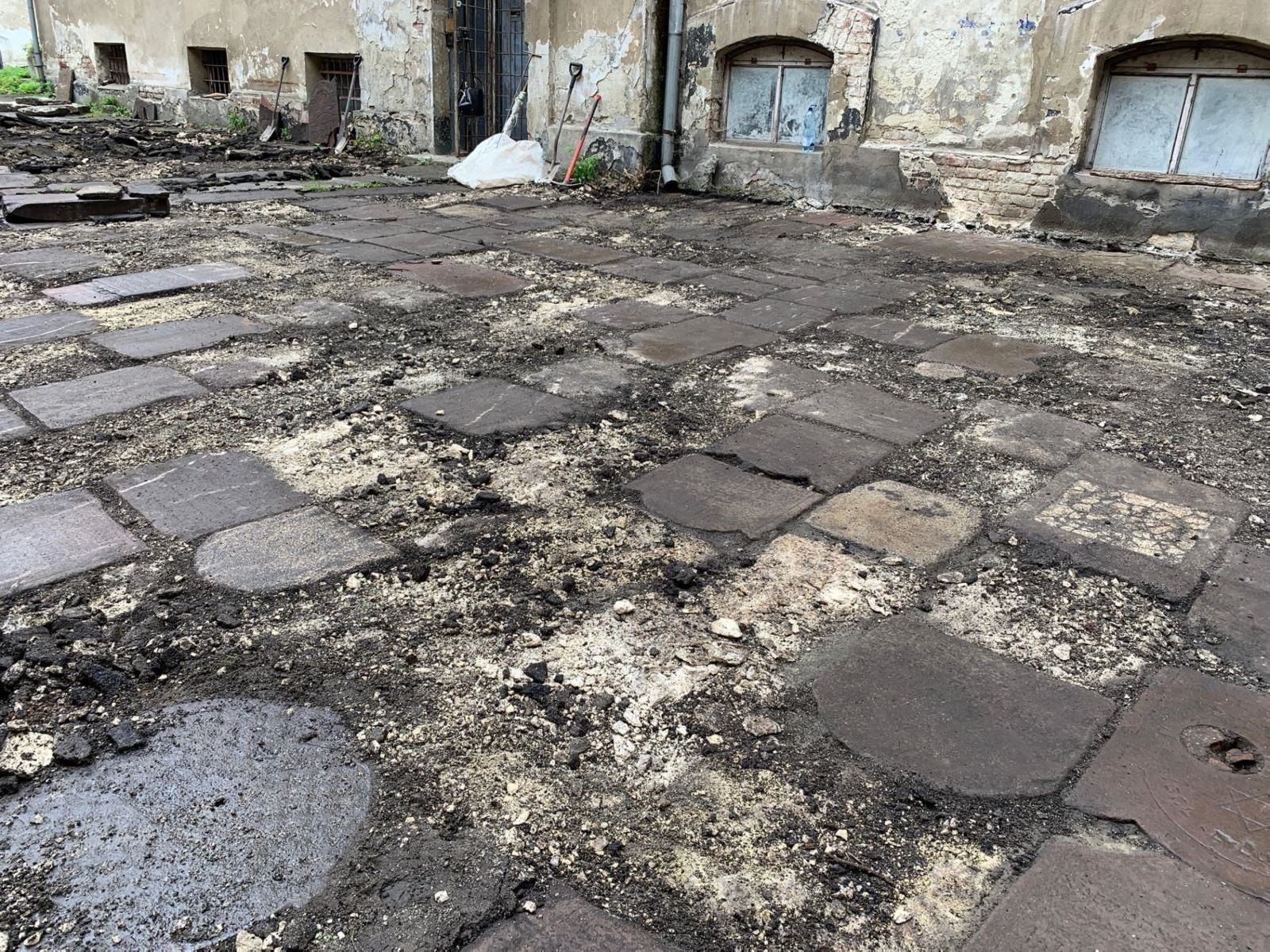
刑務所の中庭で発見されたユダヤ人墓石

展示の最後には、1941年の犠牲者を追悼するステラと、元囚人の口述史の録音が流れる。展示は解放運動研究センターとSBUの協力で準備され、元囚人の証言や新たな展示品の収集が進行中。博物館は「ウクライナ解放運動電子アーカイブ」プロジェクトにも参加している。

## 開館時間
博物館は火曜～金曜、日曜の10:00～19:00に開館。土曜・月曜は休館。入場とガイドツアーは無料。10人以上の団体は事前予約が必要。ツアーはウクライナ語、英語、ロシア語、ポーランド語（要予約）で提供される。

## 著名な囚人
- ステパン・バンデラ（1936年）
- ミコーラ・レベディ（1936年）
- ヤロスラフ・ステツコ（1936年）
- オメーリャン・コヴァーリ（1941年）
- ヤロスラフ・チェメリンスキー（1941年、虐殺）
- ユーリイ・シュヘーヴィチ（1941年、虐殺）
- グリゴリー（ラコタ）（1946年）
- イリナ・カリネツ（1972年）
- イーホル・カリネツ（1972年）
- ステファニーヤ・シャバトゥーラ（1972年）
- イヴァン・ヘル（1972年）
- ミハイロ・ホリン（時期不明）
- ヴャチェスラウ・チョルノヴィル（時期不明）

## 類似の博物館

### ウクライナ国内
- テルノピル歴史記念政治囚博物館

### 国外
- ジェノサイド犠牲者博物館
- テロルの家博物館